# Generali Arena, Wien

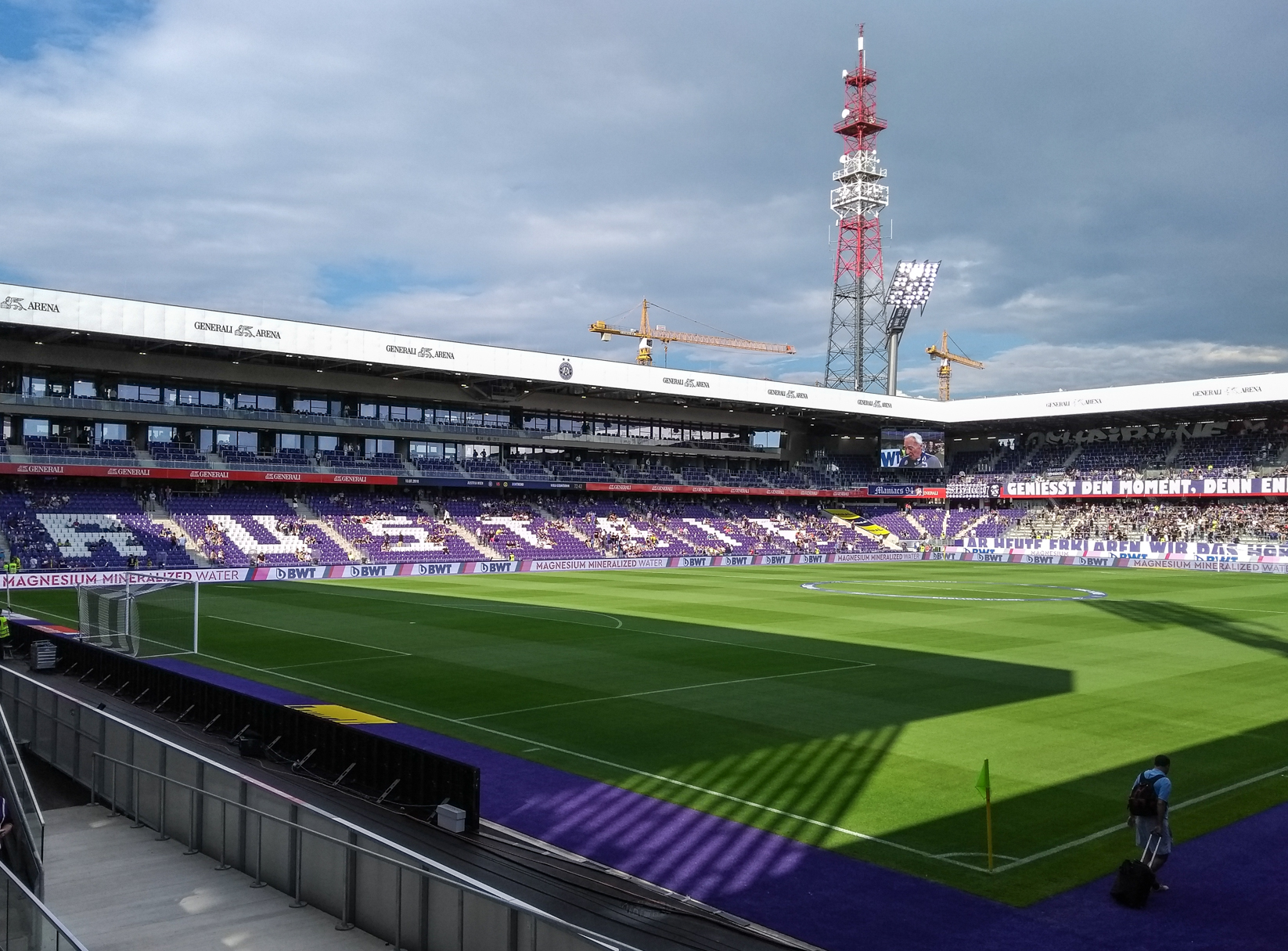
Generali Arena i juli 2018

Generali Arena (fram till 2010 Franz-Horr-Stadion), vid internationella matcher Viola Park, är en fotbollsarena i Wien.
Arenan har en kapacitet på 17 656 åskådare och fotbollsplanen är utrustad med gräs. Den första fotbollsanläggningen på samma plats öppnades 30 augusti 1925 och kallades för České-srdce-Platz. Generali Arena är hemarena för Austria Wien.
Den ursprungliga fotbollsplanen skapades av invandrare från Tjeckien. Anläggningen övergick i juni 1949 i kommunen Wiens ägo. Under den följande tiden användes planen av flera mindre fotbollslag. Året 1973 överlämnas det 77 300 kvadratmeter stora området av kommunen till Wiens fotbollsförbund (Wiener Fußball Verband). Efter förmedling av Franz Horr som vid tiden var president för Wiens fotbollsförbund blir anläggningen senare under samma år hemmaplan för Austria Wien. Efter en utbyggnad skulle arenan uppkallas efter Matthias Sindelar men i januari 1974 avlider Franz Horr och det nya namnet blir Franz-Horr-Stadion. Den egentliga ombyggnaden sker först under början av 1980-talet och arenan återöppnas officiell i augusti 1982. Även efter 1982 valde Austria Wien tidvis andra fotbollsplaner för sina spel. Det nästa tillbygget utfördes 1999 och året 2000. Det italienska livförsäkringsbolaget Assicurazioni Generali köpte 2010 namnrättigheterna för arenan.